# Юринский (Ярославская область)
Юринский — разъезд Макаровской сельской администрации Судоверфского сельского поселения Рыбинского района Ярославской области.

## География
Разъезд расположен в 8 километрах к юго-западу от города Рыбинска

### Климат
Климат резко-континентальный с холодной зимой и жарким летом, с большими годовыми и суточными амплитудами температуры. Среднегодовая температура воздуха - 0,5°. Зима умеренно-суровая и продолжительная. Морозы доходят до 40°. Наблюдается зимняя инверсия температуры. Лето теплое, продолжается свыше двух месяцев. Безморозный период длится 92-136 дней; число дней с температурой 5° и более - 148. Снежный покров устанавливается в начале ноября и сходит к концу марта, в среднем имеет мощность 51 см 

### Часовой пояс
Разъезд Юринский, как и вся Ярославская область, находится в часовой зоне МСК (московское время). Смещение применяемого времени относительно UTC составляет +3:00.

## Население
| 2007 | 2010 |
| ---- | ---- |
| 15   | ↘5   |

На 1 января 2007 года в разъезде проживало 15 человек русской национальности. 